# Егоро-Калитвенский
Его́ро-Кали́твенский — хутор в Тарасовском районе Ростовской области.
Входит в состав Курно-Липовского сельского поселения.

## Население
| 2010 |
| ---- |
| 273  |

## Улицы
- ул. Заречная,
- ул. Комсомольская,
- ул. Ленина,
- ул. Молодёжная,
- ул. Нижняя.